# Иконоскоп
Иконоскопът (от гръцки: εἰκών „картина“ and σκοπεῖν „гледам, виждам“) е първата практична предавателна телевизионна тръба, използвана в ранните телевизионни камери. Иконоскопът произвеждал много по-силен сигнал от по-ранните механични конструкции и можел да се използва във всякаква добре осветена среда. Това била първата напълно електронна система, успяла да заеме мястото на ранните камери, използващи специални прожектори или въртящи се дискове, за да „уловят“ светлината от само добре осветено място.
Някои от принципите, по които работи този апарат, са описани в заявките на Владимир Зворикин за два патента за телевизионна система през 1923 и 1925 г. Група изследователи в RCA, оглавени от Зворикин, представят иконоскопа на широката публика на пресконференция през юни 1933 г., а две подробни технически описания са публикувани през септември и октомври същата година. Германската компания Telefunken купува правата от RCA и конструира камерата-иконоскоп, използвана за историческото първо телевизионно предаване на олимпийските игри през 1936 г. в Берлин.
Около 1938 г. иконоскопът в Европа е заменен от много по-чувствителните суперемитрон и супериконоскоп, докато в САЩ иконоскопът е водеща телевизионна тръба за телевизионни предавания от 1936 чак до 1946 г., когато е заменен от ортикона.

## Начин на действие
Главният елемент за формиране на изображението в иконоскопа е слюдена пластина с нанесен слой от фоточувствителни гранули. Гранулите обикновено са много малки (десетки микрона) сребърни зрънца, покрити с цезий или цезиев оксид. Гърбът на слюдната пластина е покрит с тънък слой сребро. Разделението между среброто на гърба и сребърните гранули отпред води до формирането на отделни кондензатори, които натрупват електрически заряд. Тези образувания, под формата на малки петънца, формират пикселите. Цялата система е наречена „мозайка“.